# Oxyopes naliniae
Oxyopes naliniae là một loài nhện trong họ Oxyopidae.
Loài này thuộc chi Oxyopes. Oxyopes naliniae được Pawan U. Gajbe miêu tả năm 1999.